# زیر رنگین‌کمان
زیر رنگین‌کمان (به انگلیسی: Under the Rainbow) فیلمی محصول سال ۱۹۸۱ و به کارگردانی استیو رش است. در این فیلم بازیگرانی همچون چوی چیس، کری فیشر، ایو آردن، جوزف ماهر، رابرت دانر، بیلی بارتی، ماکو ایواماتسو، کورک هابرت، پت مک‌کورمیک، آدام آرکین، زلدا روبینشتاین و آنتونی کاکس ایفای نقش کرده‌اند.